# 彼女はデリケート!
『彼女はデリケート!』（かのじょはデリケート）は、カジワラタケシの漫画作品。『週刊少年マガジン』（講談社）1988年39号掲載の読み切り「僕の夏・ビーナス物語」から続く形で1989年3・4合併号から1991年9号まで連載された。単行本は全12巻。

## 概要
第1部（中学編）は「ラブコメ要素を織り交ぜたスポ根漫画」的な内容であるが、連載開始当初からヒロインたちの必要以上にバストを強調した「超乳」描写が話題になっていたことに加え、担当編集者の交代を始めとする様々な要因により第2部（高校編）はラブコメ路線に特化した。連載当時はまだ珍しかった登場キャラクターのフィギュアが製作されるなど、本作におけるヒロインの「超乳」描写は後年の漫画に大きな影響を与えたと言われる。
この路線変更は連載当時、作者が大学生だったため学業との両立に限界を感じたことや、それによる担当編集との軋轢が影響しており、連載終了まで考えたものの人気があったため、担当編集の交代などで続行することになったという。
2002年からにしまきとおる名義の同人誌「Delicate Fantasy」シリーズで連載当時描かれなかった登場キャラクターの性描写を実現している。

## ストーリー
第1部（中学編）
星野達郎はスポーツ万能の兄2人に比べるとこれと言った取り柄の無い平凡な中学生。行きつけのコンビニでいつも見かけるお嬢様学校・聖アリス学園中等部の朝霧夏美に一目惚れし、やがて仲良くなるが初めてのデートで夏美を怒らせてしまい、それっきり疎遠になってしまった。その後、達郎はボクシング部員の怪我で急遽、練習試合に頭数合わせで出ることになるが相手の浜田は全国大会で優勝した強敵。誰もが浜田の勝利を疑わない中、達郎は客席に夏美の姿を発見し自分でも信じられない力を発揮してKO勝ちを収める。そして正式にボクシング部員となった達郎は強豪・西城中から転校して来た天才トレーナー・橘と組んで快進撃を繰り返すのだが…?!
第2部（高校編）
中学での活躍を評価され、都内の名門校・夢ヶ丘高校にスポーツ推薦で入学した達郎。実家を離れて夏美の家に居候することになったが、朝霧家のばあや・タケの厳しい監視やイギリスの学校から抜け出して来た夏美の従妹・リサの過激な誘惑に悩まされボクシングどころでない前途多難な日々を過ごすことになってしまう。

## 登場人物
星野 達郎（ほしの たつろう）
主人公。野球部で4番を打つ長兄・俊彦とサッカー部のエースストライカーである次兄・真彦というスポーツ万能の兄2人に比べるとこれと言った取り柄も無く平凡な中学生であったが、頭数合わせで出ることになったボクシング部の練習試合で全国大会優勝者の浜田をKOし、正式に入部してから一気に頭角を現す。基本的に優柔不断で後ろ向きな性格だが、努力は怠らない。
ドラマ「101回目のプロポーズ」の主人公と同姓同名だが本作の連載期間の方がドラマの放映（1991年7月スタート）よりも先であり、関連性は特に無い。
朝霧 夏美（あさぎり なつみ）
ヒロイン。1975年4月24日生。達郎と知り合った際はお嬢様学校・聖アリス学園に通っており一見、清楚なお嬢様風であったが裏の顔は学園内外に多数の配下を従える「聖アリスの裏番」であった。達郎の純真な所に時には苛立ちながらも強く惹かれ、聖アリスでの過去を清算し達郎と同じ北中へ転校する。
第2部（高校編）では古巣の聖アリス学園高等部へ進学するが、達郎との同棲が発覚して問題となり中学時代と同様、達郎と同じ夢ヶ丘高校へ転校し一躍、校内のアイドル的存在となる。
スリーサイズはB93・W58・H86。連載当時、読者公募で寄せられた意見をベースに決定（以下、特に注記の無い限り同じ）。着やせするタイプで、第2部では路線変更により不可抗力で服を脱がされたり胸を揉まれたりする場面が非常に多くなった。
葉月 渚（はづき なぎさ）
夏美の聖アリス時代からの親友で、左目の下にある泣きぼくろがチャームポイント。両親と離れて暮らす夏美にとっては数少ない相談相手でもあり、達郎に対しては同い年ながらも落ち着き払った態度でお姉さん然として振る舞うことが多い。聖アリス中等部から高等部へそのまま進学したが、夏美が夢ヶ丘高校へ転校した際にそのまま付いて行く形で転校した。
スリーサイズはB90・W57・H86。
羽鳥 翔子（はとり しょうこ）
聖アリス学園で夏美の後輩兼親衛隊長。達郎とは北中と聖アリス学園中等部合同のクリスマスパーティーで喧嘩に巻き込まれ、その場に居合わせた際からの腐れ縁。得意な武器は剃刀で、北中へ転校して来た夏美をナンパしようとした優男・奥平を他の親衛隊員と共に半殺しの目に遭わせた。
後に達郎が高校で友人になった翔と早智夫のナンパに付き合わされて街中を歩いている際に偶然、再開。そのまま聖アリスで同級生の一乗寺美和・日向早紀と達郎たちの合コンが始まるが途中で抜け出し、仮病を使って達郎を自宅に連れ込んで誘惑する。
スリーサイズはB86・W58・H85。

### 第1部（中学編）の登場人物
霧山 一平（きりやま いっぺい）
北中ボクシング部のキャプテン。部員の中井が連れて来た達郎の秘められた実力を一目で見抜き、後継に育て上げる。
橘 拓美（たちばな たくみ）
幼少期からアメリカで英才教育を受け、スポーツ進学校・西城中から北中へ転校して来た天才的トレーナー。霧山の卒業に際して達郎のトレーナーとして指名され、快進撃を繰り広げる。
普段は異性に興味が無いかのように装っているが、不意を突かれる形での「ポロリ」には弱い。
神崎 まりな（かんざき - ）
ボクシング部マネージャー。1975年11月18日生。夏美とは対照的に家庭的で面倒見が良い性格だが、その性格を「甘さ」と取られ橘によりマネージャーを解任されそうになる。
スリーサイズはB97・W58・H88で、第2部のリサと並ぶ二大「超乳」ヒロインである。
早乙女 美樹（さおとめ みき）
夏美を追って聖アリス学園から北中へ転校して来た資産家の令嬢。聖アリス初等部時代は何でも一番だったが中等部に夏美が入学してからその地位を追われたことを根に持ち、夏美が北中へ転校したことを「勝ち逃げ」と逆恨みし、夏美を悔しがらせるために一見、何の取り柄も無さげな達郎に色仕掛けを交えて接近する。
スリーサイズはB84・W57・H84。
浜田 強（はまだ つよし）
全国大会優勝経験を持ち、北中との練習試合で先鋒として頭数合わせのために出場させられた達郎と対戦した相手。当初は一方的に達郎を攻め立てるが、まさかのKO負けを喫する。
沼田 政治（ぬまた せいじ）
城南中学2年。新人戦で達郎と対戦し、当初は優勢に勝負を進めるがアッパーの連打を食らいKO負けを喫する。
青田（あおた）
新崎中学代表で、欠員補充により急遽出場し関東地区選抜準々決勝で達郎と対戦した相手。超高速の「見えない左フック」を繰り出して達郎を苦戦に追いやるが、パンチの癖を読まれて逆転負けを喫する。
マーク・山本（ - やまもと）
関東地区選抜準決勝で達郎と対戦した相手。美樹が父親から縁談を持ちかけられた際、その相手である森山が達郎の対戦相手であるマークをスポンサードしていたことから、達郎がマークに勝った場合は縁談を取りやめるとの条件を呑ませる。100万人に1人の衝撃を吸収する筋肉を持つことから非常に打たれ強くダークホースとして勝ち上がるが、達郎が咄嗟に思い付いた奇策によりKO負けを喫する。
サルバドール・ゴメス
かつて「殺人KOマシン」の異名で恐れられた天才ボクサー。現在は隠居の身であるが、霧山の紹介で達郎に秘伝の紙切りジャブを伝授する。
みゆき
ゴメスの孫娘。北中で達郎の後輩に当たり、紙切りジャブ習得のために家へ通い詰める達郎を振り回す。
スリーサイズはB88・W58・H85。
陣内 利夫（じんない としお）
西城中学拳闘部主将で、関東地区選抜優勝候補。必殺のダイナマイトジャブを武器に下馬評通り勝ち上がるが、決勝で達郎と激戦を演じた末に敗れる。

### 第2部（高校編）の登場人物
徳川 タケ（とくがわ - ）
朝霧家に代々仕えて来たばあや。薙刀の達人で、達郎が夏美に不埒な真似をしないよう常に監視している。
リサ
イギリス人の父と日本人の母を持つ夏美の従妹。寄宿舎での退屈な生活に嫌気が差し、母の祖国である日本へ渡るが父が雇ったボディガードによって連れ戻されようとした所を暴漢に襲われているのだと勘違いした達郎によって逃げ出し、そのまま朝霧家の居候となる。毎朝、下着姿で達郎を起こしに来るのを始め積極的かつ過激に達郎を誘惑する。レギュラー女性陣で唯一3サイズの設定が無い。
鈴木 早智夫（すずき さちお）
夢ヶ丘高校新聞部員で、達郎の同級生。
相田 翔（あいだ しょう）
夢ヶ丘高校で達郎の同級生。早智夫と行動を共にすることが多い。
上条 えりか（かみじょう - ）
夢ヶ丘高校1年で、女子テニス部員。社長令嬢で、当初はミス夢ヶ丘コンテストの優勝候補と目されていたが転校生の夏美にその地位を奪われることに危機感を抱き荒っぽい手段で夏美に出場辞退を迫る一方、審査員を務めることになった達郎を色仕掛けで陥れようとする。
スリーサイズはB88・W57・H85（読者公募でなく作中設定）。
マーシュ
リサの弟。転校して来た日本人の少女・めぐみと相思相愛の仲になるが、めぐみが父親に連れられて日本へ帰ることになったため両親に黙って日本へ渡り、めぐみに会おうとするが母親同士は犬猿の仲で…。

## 単行本
1. 1989年5月17日初版 ISBN 9784063114539
2. 1989年6月17日初版 ISBN 9784063114621
3. 1989年8月17日初版 ISBN 9784063114775
4. 1989年11月17日初版 ISBN 9784063115048
5. 1990年4月17日初版 ISBN 9784063115413
6. 1990年5月17日初版 ISBN 9784063115642
7. 1990年6月16日初版 ISBN 9784063115727
8. 1990年8月17日初版 ISBN 9784063115895
9. 1990年10月17日初版 ISBN 9784063116052
10. 1991年1月17日初版 ISBN 9784063116304
11. 1991年3月16日初版 ISBN 9784063116502
12. 1991年4月17日初版 ISBN 9784063116632